# 圆舌粘冠草
圆舌黏冠草（学名：Myriactis nepalensis）为菊科粘冠草属的植物。分布于尼泊尔、锡金、印度、越南以及中国大陆的江西、四川、西藏、广东、广西、云南、湖北、贵州等地，生长于海拔1,250米至3,400米的地区，一般生于林下、近水潮湿地、山坡山谷林缘、灌丛中及荒地上，目前尚未由人工引种栽培。
其种加词“nepalensis”意为“尼泊尔的”。